# Memorial (i☆Risの曲)
「Memorial」（メモリアル）は、i☆Risの15枚目のシングル。2018年2月21日にDIVE II entertainmentから発売された。

## 概要
本作は、「i☆Ris」にとって、前作「Shining Star」以来になる11か月ぶりのシングルであるが、テレビ東京系アニメ『アイドルタイムプリパラ』第4クール（2018年1月-同年3月）のオープニングテーマとして起用されたことと共に、2014年7月からおよそ3年9か月間放送された『プリパラ』シリーズ最後のオープニング主題歌であり、「（アニメシリーズの開始、及びi☆Risの活動開始から）これまでの集大成」（澁谷梓希）、「（i☆Risにとっての）一区切り。次の世代へ（バトンを）つなぐため」（山北早紀）としての楽曲として制作された。
「i☆Ris」にとって『プリパラ』シリーズは、スタートから一貫してメンバー6人全員が主要キャストを務めた作品であり、「『プリパラ』に出会っていなければ、いまの自分はいない」（山北）、「『プリパラ』はもちろん、ドロシー・ウェストと出会って自分が形成された」（澁谷）、「『i☆Ris』及び自分にとっての『ターニングポイント』になった作品」（若井友希）など、メンバーにとって「一生忘れられない特別な作品」になっていた。
表題曲「Memorial」について、「『プリパラ』の歴史が詰まった楽曲なので、メロディー自体は切なくないけど、歌詞を見ながら曲を聴くと、グッと込み上げるものがある」（山北）、「すごくいろんな感情になれる曲。楽しさの中に感動や切なさが混じっている」（若井）という第一印象であったという。本シングルでは、2曲のカップリング曲があるが、いずれも「キラキラしたアイドルソング」であるけど、「キラキラGood day」は「女の子の歌」であり、「漢」は「女の子から見た男の子の歌」をイメージして制作された楽曲であるという。
なお、表題曲である「Memorial」は、『アイドルタイムプリパラ』第50話（2018年3月20日放送回）の挿入歌としても使用された。挿入歌は劇中において、「SoLaMi♡SMILE」「DressingPafé」が歌唱している場面（CGによるライブシーン）が描写されているが、この劇中での「SoLaMi♡SMILE」「DressingPafé」について、演者である「i☆Ris」自身がモーションアクターを務めていたことが放送終了後に公表された（「i☆Ris」として初めての挑戦である）。このことと併せて、モーションアクターとして挑戦した模様を収めた「スペシャルムービー」が、公式（avex pictures）によりYouTube上に公開された。4月13日、公式（avex pictures）により、表題曲のダンスバージョン（フルでの収録）がYouTube上にて公開された。

## 収録曲

### CD+DVD盤
1. Memorial [4:08]
作詞：森月キャス、作曲・編曲：渡辺徹
  - テレビ東京系アニメ「アイドルタイムプリパラ」第4クールオープニングテーマ
2. キラキラGood day [3:47]
作詞：野島大資、作曲：山崎佳祐
3. Memorial（Instrumental）
4. キラキラGood day（Instrumental）

DVD
1. Memorial-Music Video-
2. Memorial-Off Shot Movie-

### CDのみ盤
1. Memorial
2. キラキラGood day
3. 漢 [4:04]
作詞：林美歩、作曲：伊勢佳史
4. Memorial（Instrumental）
5. キラキラGood day（Instrumental）
6. 漢（Instrumental）